# 月形半平太
『月形半平太』（つきがた はんぺいた）は、行友李風作の戯曲および、同作の主人公の名。1919年（大正8年）、新国劇による京都明治座での公演が初演である。新国劇を代表する作品として『国定忠治』とともに知られ、本作を原作にした映画・テレビドラマが多数製作された。
主人公の「春雨じゃ、濡れて行こう」のセリフが流行語となった。

## 概要
1917年（大正6年）、島村抱月主宰の芸術座を脱退した澤田正二郎、倉橋仙太郎、金井謹之助らにより結成された「新国劇」は旗揚げ公演に興行的に失敗し、大阪に赴き、翌1918年、行友李風を座付き作者として迎える。そこで書かれたのが、『月形半平太』および『国定忠治』である。1919年4月1日-14日の京都明治座での初演で大好評を得、また同年、『国定忠治』も大阪弁天座での初演が大好評、この2作は「新国劇」の財産演目となる。澤田は「剣劇」（殺陣）を演じたいために新国劇を立ち上げたわけではなかったが、『月形半平太』がたまたま受けたために、新国劇は以降「剣劇」の演目が増えていった。
本作は幕末維新期を題材にした最初の作品ともいわれ、それまでの尾上松之助劇にはほとんど存在しなかった時代設定であった。この『月形半平太』の影響で幕末維新期を題材にした映画が流行した。特に映画化第一作である1925年衣笠貞之助監督版で描かれた勤王佐幕の暗殺合戦が大きな人気を呼び、直ちに再映画化された翌1926年には、『尊王』『幕末』『義になる虎徹』『乱闘の巻』『修羅王』『勤王か佐幕か』など、"幕末もの"のチャンバラ映画が続々作られブームになった。
主人公の名前「月形 半平太」は、福岡藩士月形洗蔵（1828年 - 1865年、37歳没）と土佐藩士武市半平太こと武市瑞山（1829年 - 1865年、35歳没）の姓と名をとって合成したものとされる。一方、滋賀県大津市の円満院門跡坊官西坊家では、第8代当主暹胤の後室由里の実兄で第9代当主七造の実父でもある長州藩士國重正文に関わる口伝として(1)國重正文は、明治維新の頃には桂小五郎と一緒に行動していた(2)桂小五郎は、幕府の追手より逃れるために月形半平太と変名していた――等の秘話を伝えており、月形半平太という名前が桂小五郎の変名として使われていた可能性を示唆している。なお、國重正文が桂小五郎と一緒に行動していたことは『木戸孝允文書』（日本史籍協会叢書）等で裏付けられる。

## 映像作品

### 映画
1925年の第一作以来、16回映画化されている。うち長谷川一夫（旧芸名：林長二郎）が3回演じ、衣笠貞之助が3回（うち1回は応援監督）演出している。
無声

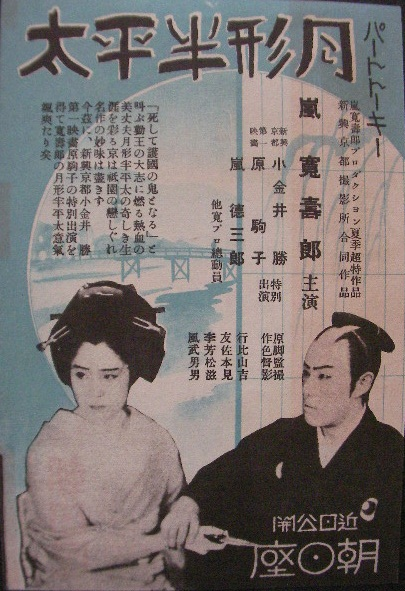
1935年

- 月形半平太（1925年 監督：衣笠貞之助 脚本：古間礼一 主演：沢田正二郎・久松喜代子 製作：聯合映画芸術家協会等持院撮影所）
- 月形半平太（1926年 監督：高橋寿康 脚本：野村雅延、主演：河部五郎・酒井米子 製作：日活大将軍撮影所）
- 月形半平太（1928年 監督：印南弘 脚本：大河原保、主演：山口俊雄・千代田綾子 製作：山口俊雄プロダクション）
- 月形半平太（1929年 監督：枝正義郎 脚本：竹井諒、主演：草間実・原駒子 製作：東亜キネマ京都撮影所）
- 月形半平太（1929年 監督・脚本：冬島泰三 主演：林長二郎・浦浪須磨子 製作：松竹下加茂撮影所）
- 月形半平太（1931年 監督：岡山俊太郎 脚本：不二麗人 主演：阪東妻三郎・鈴木すみ子 製作：阪東妻三郎プロダクション 配給：新興キネマ）
- 月形半平太（1933年 監督：伊藤大輔 脚本：西原孝 主演大河内伝次郎・松枝鶴子 製作：日活太秦撮影所）
- 月形半平太（1933年 監督：石山稔 主演：市川百々之助・橘喜久子 製作：市川百々之助プロダクション 配給：大都映画）
- 月形半平太（1934年 監督・脚本：冬島泰三 主演：林長二郎・八雲理恵子 製作：松竹下加茂撮影所）
- 月形半平太（1935年 監督：山本松男 脚本：比佐芳武 主演：嵐寛寿郎・原駒子 製作：嵐寛寿郎プロダクション 配給：新興キネマ）※部分発声（パートトーキー）
- 月形半平太（1935年 監督：仁科熊彦 脚本：板間清彦 主演：羅門光三郎・桜井京子 製作：極東映画社）

トーキー
- 月形半平太（1937年 監督：志波西果 脚本：武内頼彬・南郷亘 主演：月形龍之介・葵令子 製作：大日本天然色映画 配給：日活）
- 月形半平太（1939年 監督：大曾根辰夫 応援監督：衣笠貞之助 脚本：泉次郎吉 主演：坂東好太郎・伏見直江 製作：松竹下加茂撮影所）
- 月形半平太（1952年 監督：内出好吉 脚本：永江勇・鈴木兵吾 主演：市川右太衛門・山田五十鈴 製作：松竹京都撮影所）
- 月形半平太 花の巻・嵐の巻（1956年 監督・脚本：衣笠貞之助 共同脚本：犬塚稔 主演：長谷川一夫・山本富士子 製作：大映京都撮影所）
- 月形半平太（1961年 監督：マキノ雅弘 脚本：伊藤大輔 主演：大川橋蔵・丘さとみ 製作：東映京都撮影所）

#### 1925年版
新国劇の決定版キャスト、衣笠貞之助監督、直木三十五・マキノ省三プロデュースによる作品。

### テレビドラマ
- 月形半平太（1953年 主演：森川信 日本テレビ）※単発、森川のテレビドラマデビュー作
- 鶴田浩二アワー 月形半平太（1959年 主演：鶴田浩二 日本テレビ 木曜20:30 - 21:00）
日産自動車一社提供[11]
- 新国劇アワー 月形半平太（1960年 主演：辰巳柳太郎 KRテレビ 木曜22:00 - 22:30）
- ご存知時代劇 月形半平太（1973年 主演：10代目市川海老蔵 日本テレビ 木曜20:00 - 20:55）※単発
演出：渡辺邦男 脚本：鈴木兵吾

| 日本テレビ 鶴田浩二アワー | 日本テレビ 鶴田浩二アワー | 日本テレビ 鶴田浩二アワー |
| 前番組                    | 番組名                    | 次番組                    |
| ------------------------- | ------------------------- | ------------------------- |
| 婦系図                    | 月形半平太 （1959年版）   | 滝の白糸                  |
| KRT 新国劇アワー          |                           |                           |
| 天才帰る                  | 月形半平太 （1960年版）   | 白い密使 2の1 2の2        |
| 日本テレビ ご存知時代劇   |                           |                           |
| 弥太郎笠                  | 月形半平太 （1973年版）   | 伊豆の佐太郎              |

## その他の関連作品
- 1937年頃、紙製フィルム・カラー描画によるコメディタッチの紙アニメ『月形半平太』が制作された。内容は新選組に密状を奪われ豚に乗って追いかけるといった内容。紙製フィルム映写機は当時高級品の家庭用おもちゃとして販売されていた。のち大阪府立大型児童館ビッグバンがコレクターから購入し、2010年3月28日に上映会を開いた[12]。
- トニー谷のコミックソング「チャンバラマンボ」は、本作をパロディ化した楽曲である。

## 関連事項
- 国定忠治
- 連合映画芸術家協会